# أبو الحسن السرخسي
أبو الحسن علي البهرامي السرخسي (ت. 500 ه‍ـ) هو من شعراء الدولة الغزنوية.
من آثاره كتاب «غاية العروضيين» ، و«خجسته نامه» ، و«كنز القافية».